# Marine de haute-mer

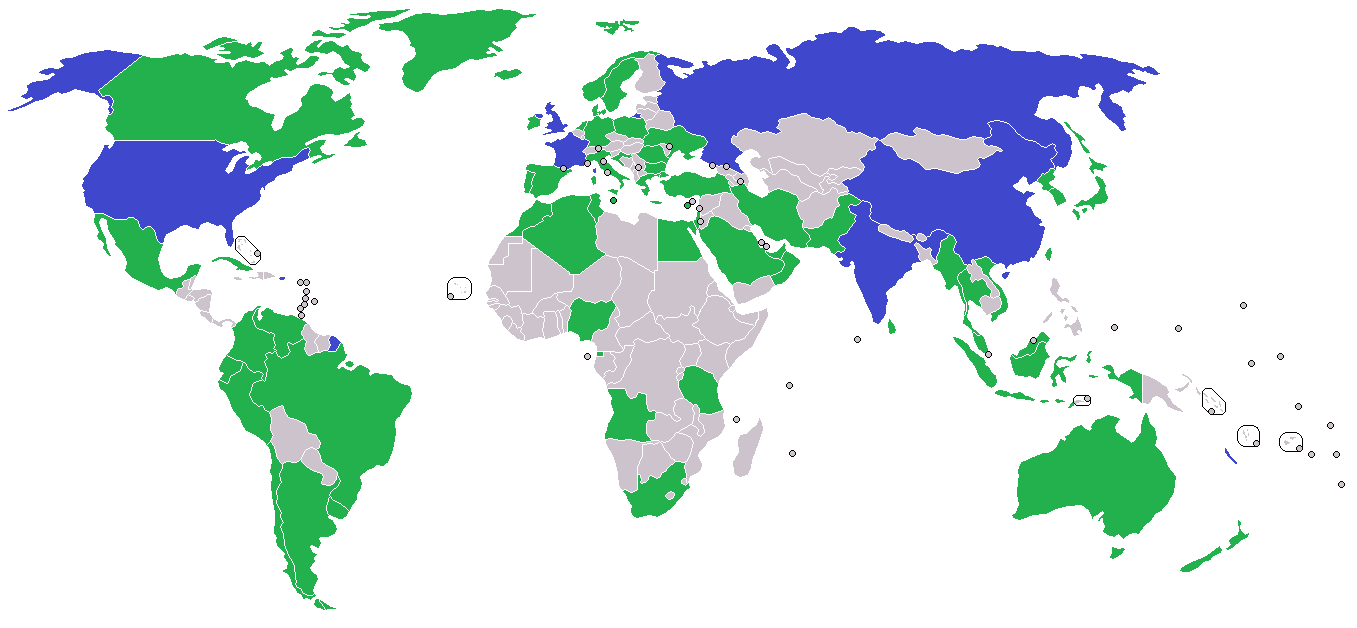
Pays disposant d'une marine de haute-mer (Blue-water navy)
Pays disposant d'une marine littorale (Green-water navy)

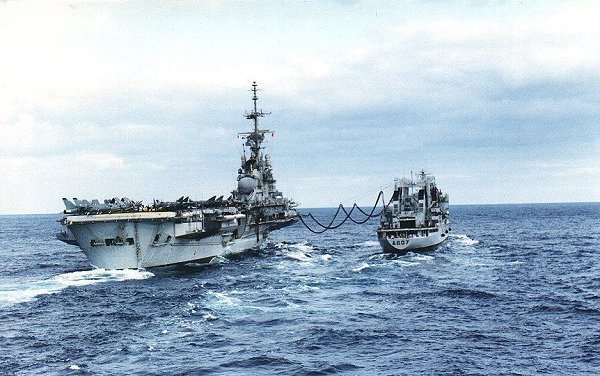
Porte-avions Foch mazoutant à couple du pétrolier ravitailleur Meuse.

Une marine de haute-mer ou flotte de haute-mer (en anglais : Blue-water navy) est une force maritime capable d'opérer dans les eaux profondes des océans, loin de ses bases d'origine.
Concept américain, il est à différencier des marines littorales (opérant à moins de 200 milles marins/370 kilomètres du littoral) et fluviale.

## Attributs d'une marine de haute-mer
Le service de sécurité du département de la Défense des États-Unis définit ainsi une marine de haute-mer : « force maritime capable d'opérations continues à travers les eaux profondes d'océans ouverts. Une marine de haute-mer permet à un pays de projeter sa puissance loin de son territoire d'origine et comprend généralement un ou plusieurs porte-avions. Les plus petites marines de haute-mer sont en mesure d'envoyer des navires pendant des périodes plus courtes ». Ce concept repose ainsi avant tout sur des navires capitaux tels que des porte-avions et anciennement des cuirassés.
Une flotte de haute-mer implique de pouvoir faire face aux menaces induites par les sous-marins et les avions de combat et nécessite donc une logistique durable par des navires ravitailleurs puisque celle-ci est théoriquement capable de se déployer à travers le monde pendant de longues périodes.

## Histoire et emploi du terme

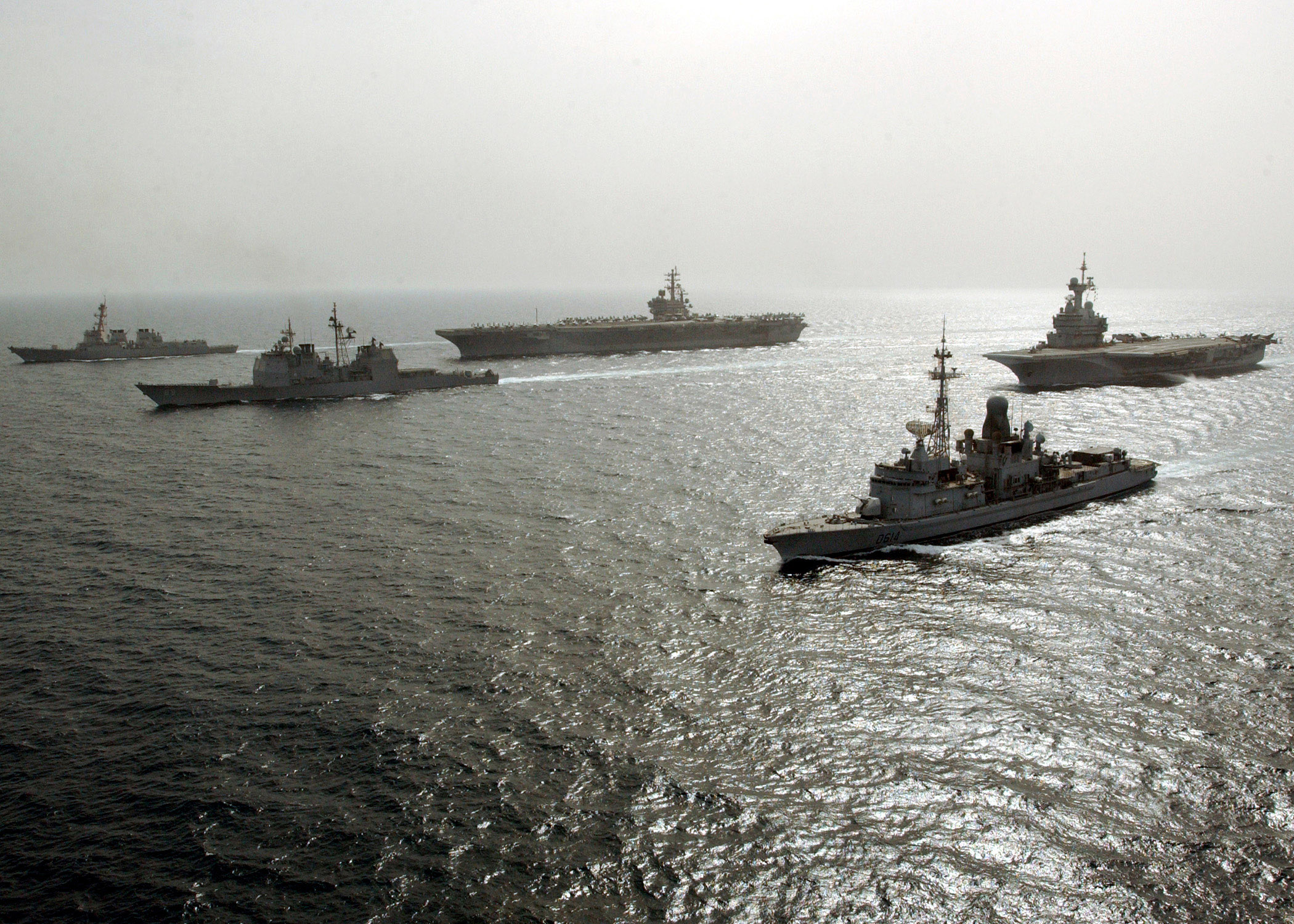
Le porte-avions de classe Nimitz USS Ronald Reagan (6), le porte-avions Charles de Gaulle, la frégate antiaérienne Cassard, le croiseur de la classe Ticonderoga et le destroyer de la classe Arleigh Burke participant à des opérations navales dans le golfe Persique le 27 avril 2006.

Cette stratégie est pour la première fois appliquée par l'US Navy et la marine impériale japonaise sur le théâtre Pacifique de la Seconde Guerre mondiale de 1941 à 1945, bien que pendant la Première Guerre mondiale la Hochseeflotte allemande et la Royal Navy étaient considérées comme des marines de haute-mer, peu de temps avant l'apparition des porte-avions.
Elle a par la suite été mise en œuvre notamment par les États-Unis lors de la guerre de Corée (1950-1953) puis lors de la guerre du Viêt Nam (Flotte du Pacifique des États-Unis).
La Royal Navy britannique, bien qu'à une moindre échelle, l'a également appliquée lors de la guerre des Malouines contre l'Argentine en 1982, en déployant un groupe aéronaval basé autour des porte-avions HMS Invincible de classe Invincible et HMS Hermes de classe Centaur et du destroyer HMS Bristol (D23). Les Britanniques utilisent le terme de « marine expéditionnaire » (expeditionary).
Plus récemment, l'opération Liberté irakienne en 2003 (cinq porte-avions américains déployés, soutenus par trois sous-marins nucléaires et des navires de logistique) et l'opération Ocean Shield de l'OTAN avec le déploiement de treize navires de l'US Navy (dont deux porte-avions et deux croiseurs) au large de la Somalie et dans le golfe d'Aden illustrent cette stratégie.

## Pays disposant d'une flotte de haute-mer en 2020
- Chine (la Chine possède un Groupe aéronaval 中国人民解放军海军航空兵 « Zhongguo Renmin Jiefangjun Haijun Hangkongbing » ou ZRJH et des sous-marins nucléaires d'attaque)[5] ;
- États-Unis (Carrier Strike Group basé autour de porte-avions de classe Nimitz, Landing Helicopter Dock, Landing Helicopter Assault, etc.) ;
- France (Groupe aéronaval basé autour du Charles de Gaulle, classe Mistral, forces sous-marines, frégates) ;
- Royaume-Uni (HMS Ocean, destroyers, frégates, sous-marins nucléaires d'attaque de classe Vanguard) ;
- Russie (comme l'a montré l'intervention militaire de la Russie en Syrie, la marine russe est désormais en capacité d'intervenir loin de ses bases avec ses porte-avions, ses frégates et sous-marins nucléaires d'attaque)[6].

## Pays potentiels
L'Inde, le Brésil et la Corée du Sud sont considérés comme des pays potentiels capables d'avoir des flottes de haute-mer, du fait de la modernisation constante de leurs marines. La marine japonaise elle-même très moderne peut devenir une flotte de haute-mer si une modification de l'actuelle constitution pacifiste du Japon lève ses contraintes politiques.
Pendant la guerre froide, la marine soviétique était décrite comme une flotte de haute-mer depuis les manœuvres Océan-70, maintenant ses forces au même niveau que celles de la United States Navy. En revanche, la dissolution de l'URSS en 1991 conduit à un déclin des forces navales russes en raison de coupes budgétaires. En 2012, le président Vladimir Poutine annonce une augmentation des dépenses militaires avec l'intention de recréer une marine russe de haute-mer à long terme.